# John Gross Barnard
Pour les articles homonymes, voir Barnard.
John Gross Barnard (19 mai 1815 - 14 mai 1882) est un officier de carrière du génie de l'armée des États-Unis, qui a servi lors de la guerre américano-mexicaine, comme le surintendant de l'académie militaire de West Point et comme général dans l'armée de l'Union pendant la guerre de Sécession. Il sert comme ingénieur en chef de l'armée du Potomac, de 1861 à 1862, ingénieur en chef du département de Washington à partir de 1861 et jusqu'en 1864, et ingénieur en chef des armées en campagne de 1864 à 1865. Il est également un éminent scientifique, ingénieur, mathématicien, historien et auteur.

## Avant la guerre
John G. Barnard naît dans une grande et talentueuse famille à Sheffield, dans le Massachusetts. Son frère, Frederick-Augustus Porter Barnard (en) est un éducateur et président de l'université Columbia et du Barnard College éponyme de New York. John et Frederick, ainsi que la plupart des membres de leur famille, souffrent d'une forme héréditaire de surdité qui s'intensifie avec l'âge. Au début de sa vie, alors qu'il est en poste à la Nouvelle-Orléans, Barnard épouse Jane Elizabeth Brand, du Maryland, avec qui il a quatre enfants. En 1860, il épouse Anna E. Hall du comté de Harford, Maryland, avec qui il a trois enfants.
En 1833, à l'âge de 18 ans, Barnard est diplômé de l'académie militaire de West Point (New York), deuxième de sa promotion de quarante-trois cadets,. Comme il est parmi les meilleurs diplômés de sa promotion, il est affecté en tant que second lieutenant dans le corps du génie de l'armée des États-Unis, s'engageant pour une carrière de 48 ans dans cette branche.
La première affectation de Barnard après sa nomination est d'être l'adjoint du colonel Joseph G. Totten lors de la construction du fort Adams à Newport (Rhode Island) entre 1833 et 1834. Totten a été le principal militaire du génie américain de son temps et sert comme ingénieur en chef de l'armée pendant la plus grande partie de la carrière de Barnard. Les deux se lient d'une étroite amitié comme en témoigne Barnard lors de l'éloge funèbre de Totten, qui est publié en 1866.
Tout au long de sa carrière, Barnard sert aux détails de nombreuses garnisons et fortifications, notamment en participant à la construction de défenses côtières à fort Columbus (en)/fort Jay (en), fort Hamilton et fort Wadsworth dans la ville de New York, la Nouvelle-Orléans, Pensacola, Mobile, fort Livingston, Louisiane (en), fort Jackson, en Louisiane (en), fort St. Philip, Louisiane (en) et sur la côte du Pacifique à San Francisco. Au cours de la guerre américano-mexicaine, il dirige la construction des défenses américaines du port mexicain capturé de Tampico, veillant à la sécurité de la ville essentielle à l'approvisionnement en ligne pour les forces américaines qui progressent vers la ville de Mexico. Il travaille également sur la réalisation des plans des champs de bataille de la guerre américano-mexicaine, et en tant qu'ingénieur en chef de l'exploration et l'étude de la ligne de chemin de fer de Tehuantepec prévue en 1850-1851.
Du 31 mai 1855 au 8 septembre 1856, Barnard sert comme directeur de l'académie militaire américaine, succédant à Robert E. Lee. Il retourne ensuite travailler sur les défenses côtières, en particulier dans la région de New York et du New Jersey. Lors d'un congé, il étudie les projets de construction en Europe.

## Guerre de Sécession
Peu après le déclenchement de la guerre de Sécession, le commandant de l'armée des États-Unis, le major général et lieutenant général breveté Winfield Scott, gardant à l'esprit le succès de Barnard lors de la défense des lignes de ravitaillement basées à Tampico au cours de la guerre américano-mexicaine, affecte alors le commandant Barnard dans le département de Washington. C'est l'unité de l'armée de l'Union chargée de la défense de Washington, la capitale des États-Unis. Le 28 avril 1861, le colonel Joseph K. Mansfield, le commandant du département, lui-même ancien ingénieur, attache Barnard à ses quartiers généraux en tant qu'ingénieur en chef.
Lorsque l'armée de l'Union se déplace dans le nord de la Virginie, le 24 mai 1861, Barnard supervise la construction des fortifications sur les collines d'Arlington. Il accompagne aussi l'armée à Manassas en juillet 1861, et est présent lors de la défaite l'Union, lors de la première bataille de Bull Run (Manassas). Entre juin 1861 et septembre 1861, Barnard siège également au conseil de la stratégie du blocus (en) de la marine des États-Unis. Le major général George B. McClellan assume le commandement de la division militaire du Potomac, les troupes autour de Washington le 23 juillet 1861. Le 15 août 1861, McClellan est nommé au commandement de l'armée et du département du Potomac, et Barnard devient ingénieur en chef du district militaire de Washington,. Comme McClellan formule ses intentions pour les fortifications autour de Washington, Barnard planifie, conçoit et supervise leur construction.

Dans Un rapport sur les défenses de Washington de Barnard, publié après la guerre de Sécession, il souligne la complexité et de la nature en constante évolution du projet :

« À partir de quelques œuvres isolées, couvrant les ponts ou commandant quelques points spécialement importants, a été développé un système connecté de fortification par lequel chaque point saillant, à des intervalles de 700 à 900 mètres (800 à 1000 yards), a été occupé par un fort de campagne clôturé, chaque approche ou dépression de terrain importante, invisible des forts, balayé par une batterie de canons de campagne, et le tout relié par des tranchées, qui sont en fait des lignes de parapet d'infanterie, fournissant l'emplacement de deux rangs d'hommes et permettant des communications couvertes le long de la ligne, alors que les routes étaient ouvertes partout où c'est nécessaire, de sorte que les troupes et l'artillerie pouvaient être déplacées rapidement d'un point de l'immense périphérie à un autre, ou à couvert, de point en point le long de la ligne. »

 Le 23 septembre 1861, le président Abraham Lincoln nomme Barnard brigadier général des volontaires, avec une date de prise de rang au 23 septembre 1861. Lincoln nomme officiellement Barnard brigadier général le 21 décembre 1861 et le Sénat des États-Unis confirme la promotion, le 24 mars 1862. Barnard est ingénieur de l'armée du Potomac entre le 20 août 1861 et 16 août 1862. Il participe à la campagne de la Péninsule et dirige les travaux de siège à Yorktown, en Virginie des ouvrages offensifs et défensifs sur la rivière Chickahominy. Lors de la marche vers Harrison's Landing sur la James River, il reconnaît et sélectionne des positions pour la bataille de Gaines Mill (en), le passage du marais de White Oak et de la bataille de Malvern Hill. Après la conclusion de son travail dans cette campagne, il est de nouveau engagé dans un travail sur les défenses de Washington en tant qu'ingénieur en chef du département de Washington jusqu'en mai 1864. Il a un certain nombre d'autres affectations particulières telles que la conception de la défense de Pittsburgh, en Pennsylvanie, au cours de cette période.
À la mort du chef du corps du génie de l'armée des États-Unis, le brigadier général Joseph Totten, le 22 avril 1864, le président Lincoln nomme Barnard pour être le prochain chef du corps du génie de l'armée des États-Unis avec le grade de brigadier général, de l'armée des États-Unis, mais Barnard demande immédiatement ce que la nomination soit retirée.
Barnard est ingénieur du XXII corps du département de Washington entre le 2 février 1863 et le 25 mai 1864. Entre le 25 mai et le 5 juin 1864, il est ingénieur en chef de l'armée du Potomac. Il est dans l'état-major du général Ulysses S. Grant lors de la campagne de l'Overland entre le 5 juin et 4 juillet 1864. Le 4 juillet 1864, le président Lincoln nomme le général Barnard, et le sénat des États-Unis le confirme, pour l'octroi du brevet de major général des volontaires, avec une date de prise de rang au 4 juillet 1864 pour « services méritoires et éminents au cours de la Rébellion ».
Barnard est nommé ingénieur en chef des armées en campagne avec sa nomination dans l'état-major du général Grant. Il reste à ce poste pendant le siège de Petersburg, y compris lors de la capture du fort Harrison, de la bataille de Hatcher's Run et de l'assaut final sur Petersburg, jusqu'à la reddition de l'armée de Virginie du Nord à Appomattox, en Virginie, le 9 avril 1865.
Le général Barnard sert dans la garde d'honneur lors des funérailles du président Lincoln en avril 1865. Il quitte le service actif des volontaires le 15 janvier 1866.
Le 10 avril 1866, le président Andrew Johnson nomme Barnard et, le 4 mai 1866 le Sénat des États-Unis le confirme, l'octroi du brevet de brigadier général des États-Unis (armée régulière) avec une date de prise de rang au 13 mars 1865 pour « bravoure et service méritoire lors de la campagne se terminant avec la capitulation de l'armée insurgée sous les ordres du général R. E. Lee ». Le 17 juillet 1866, le président Johnson nomme Barnard, et le 23 juillet 1866, le Sénat des États-Unis le confirme, pour l'octroi du brevet de major général des États-Unis, avec une date de prise de rang au 13 mars 1865 « pour bravoure et de services méritoires sur le champ de bataille au cours de la Rébellion. »

## Après la guerre
Barnard est promu colonel dans l'armée régulière le 28 décembre 1865 et poursuit sa carrière dans le corps des ingénieurs de l'armée jusqu'en janvier 1881.
Peu après la fin de la guerre, Barnard est nommé président de la commission permanente des ingénieurs des fortifications et des améliorations fluviales et portuaires, un poste qu'il occupe jusqu'à sa retraite du service actif, en janvier 1881. Barnard refond avec succès l'approche des défenses côtières qui est nécessaire en raison de l'obsolescence des navires en bois et des canon à chargement par le canon. Il préconise également l'utilisation efficace de jetées parallèles pour améliorer l'embouchure du fleuve Mississippi. Il est un membre éminent du conseil d'administration des phares États-Unis du 20 février 1870 jusqu'à sa retraite le 2 janvier 1881.
La production de littérature scientifique dans les États-Unis est favorisé par Barnard
C'est en grande partie grâce à l'influence du général Barnard que David Van Nostrand (en) a été mis en association étroite avec un groupe de jeunes officiers de l'armée qui sont devenus ses amis et, plus tard, ses auteurs et consultants éditoriaux. Parmi eux on retrouve William T. Sherman, H. W. Halleck, Silas Casey, Philippe Saint-George Cooke, Quincy Gillmore, Hugh L. Scott, George W. Cullum (en), Philip Sheridan et beaucoup d'autres connus en histoire.
Barnard est l'un des membres originaux de l'Aztec Club de 1847 ainsi que l'ordre militaire de la légion loyale des États-Unis.
Barnard est un des cofondateurs de l'académie des sciences des États-Unis, avec plusieurs autres hauts dirigeants du corps du génie de l'armée des États-Unis.
Le général Barnard prend sa retraite de l'armée le 2 janvier 1881 et meurt à Détroit (Michigan) le 14 mai 1882. Il est inhumé à Sheffield, dans le Massachusetts.

## Écrits
Barnard est l'auteur de plusieurs traités scientifiques et d'ingénierie et de papiers de l'histoire de la guerre de Sécession. Parmi les plus notables on trouve :
- Phenomena of the Gyroscope analytically examined. 1858.
- Dangers and Defences of New York City. 1859.
- Notes on Seacoast Defence. 1861.
- The C. S. A. and the Battle of Bull Run. 1862.
- Reports of the Engineer and Artillery Operations of the Army of the Potomac from its Organization to the Close of the Peninsular Campaign. (Jointly with General Barry.) 1863.
- Eulogy on the late Major-General Joseph G. Totten, late Chief Engineer, IT. S. A. 1866.
- Report on the Defences of Washington. (P. P. Corps of Engrs., No. 20.) 1871.
- Fabrication of Iron for Defensive Purposes. (Jointly with General Wright and Colonel Michie.) (P. P. Corps of Engrs., No. 21, and supplement.) 1871.
- Report on the North Sea Canal of Holland. (P. P. Corps of Engrs., No. 22.) 1872.
- Problems of Rotary Motion presented by the Gyroscope, the Precession of the Equinoxes, and the Pendulum. Smithsonian Contributions to Knowledge, vol. XIX, 56 pages, 1872.
- On the Internal Structure of the Earth considered as Affecting the Phenomena of Precession and Nutation, being the Third of the Problems of Rotary Motion. Smithsonian Contributions to Knowledge, vol. XXIII, 19 pages, 1877.
- Over 90 articles in Johnson's Cyclopaedia on scientific subjects. 1874–1877[33].